# Žižek
Žižek je 105. najbolj pogost priimek
v Sloveniji, ki ga je po podatkih Statističnega urada Republike Slovenije na dan 31. decembra 2007 uporabljalo 1.288 oseb, na dan 1. januarja 2011 pa 1.290 oseb ter je med vsemi priimki po pogostosti uporabe zavzel 104. mesto.

## Zbrani nosilci priimka
- Adolf Žižek (1942—2016), elektrotehnik, izumitelj, publicist, glasbenik, terapevt
- Aleksander Žižek (*1968), zgodovinar, arhivist
- Bogomir Žižek (1949—2024), zdravnik internist, doc.
- Branko Žižek (1880—1930), zdravnik
- Ciril Žižek (1890—1974), pravnik, turistični organizator
- Fran Žižek (1914—2008), gledališki in TV-režiser, dramatik
- Franc Žižek (1876—1938), pravnik in statistik
- Franc Žižek (1839—1926), zdravnik, narodnjak
- Gregor Žižek, zgodovinar in soc., kustos
- Ivan Žižek, arheolog, kustos
- Jan Žižek, ekonomist
- Janez Žižek, "ovtar" Čolnikove trte
- Janja Korošec Žižek (1920—1988), pevka, igralka, pevska pedagoginja
- Kevin Žižek (*1998), nogometaš
- Kostja Žižek (*197_?), prevajalec humanistike
- Ludvik Žižek, slikar samouk
- Maja Žižek (*1980), atletinja
- Marina Žižek, violinistka
- Marko Žižek (Siseki) (1819—1890), župnik, pisatelj
- Primož Žižek - Pimpi (1970—2016), strok. za odnose z javnotni, glasbenik, pevec (Nm)
- Roman Žižek (*1977), nogometaš
- Slavoj Žižek (*1949), filozof, teoretski psihoanalitik, kulturni teoretik in kritik, predavatelj svetovnega slovesa
- Tina Žižek (=Tina Žerdin?), harfistka
- Urška Žižek (Urška Breznik) (*1976), sopranistka
- Viljem Žižek (*1935), elektrotehnik, podjetnik, inovator